# 武蔵寺
武蔵寺（ぶぞうじ）は、福岡県筑紫野市武蔵、菅原道真公ゆかりの天拝山の登山口にある、天台宗の寺院。山号は椿花山（ちんかざん）。

## 概要
創建年については、飛鳥時代とも奈良時代ともいわれ定かではないが、境内から発見された瓦や経塚から11世紀頃までには寺が建立されていたことは確認されており、九州最古の仏蹟である。天智天皇の3年、釈祚蓮勅命により西海（九州）に一宇を建立しようと筑紫に下った天皇に協力して、土地の豪族で藤原鎌足の子孫、藤原虎麿（虎丸・虎麻呂・登羅麻呂）が七堂伽藍を建立、椿の木で薬師如来像を刻んで安置したのが始まりという。なお、虎麿は初代の大宰帥蘇我日向臣無邪（耶）志（だざいのそち・そがのひむかのおみ・むさし）と同一人物ではないかともいわれている。寺名については、武蔵国池上より日蓮宗の僧が来て、武蔵寺となったという。686年（朱鳥1年）藤原虎麿が亡くなった後、その命日に「地蔵会」が行われ、現在も続いているという。

## 伝説など
- 虎麿が山中で怪火を射落としたが、夢の中でそれは薬師如来が宿る霊木の精であり、その霊木で薬師十二神将像を作り、堂を建てて祀るようお告げあった。これが武蔵寺の建立の由緒と伝えられている。
- 虎麿は30歳を過ぎても子供がいないことが悩みであった。虎麿は薬師堂にこもり薬師三尊に祈り縋ったところ、その加護をえて女児を授かることができたという。
- ところが疫病が流行り、多くの人々も亡くなった。虎麿の子もこの流行病に罹り、治す手立てがなかった。虎麿はさらに薬師如来に祈願し続けたところ、ある夜、夢の中に一人の僧侶が現れて「ここから東方に葦の生えている湿地があり、そこに温泉がある。ここで入浴させれば、必ず病は治るであろう」と告げ、姿を消した。早速虎麿はその場所に行き茂った葦を刈り、こんこんと湧き出る温泉を見つけた。その温泉に子供を入浴させると、たちまち病気が治ってしまった。これが二日市温泉（薬師温泉・旧武蔵温泉）の始まりと言われている。（瑠璃子姫伝説）

## 境内

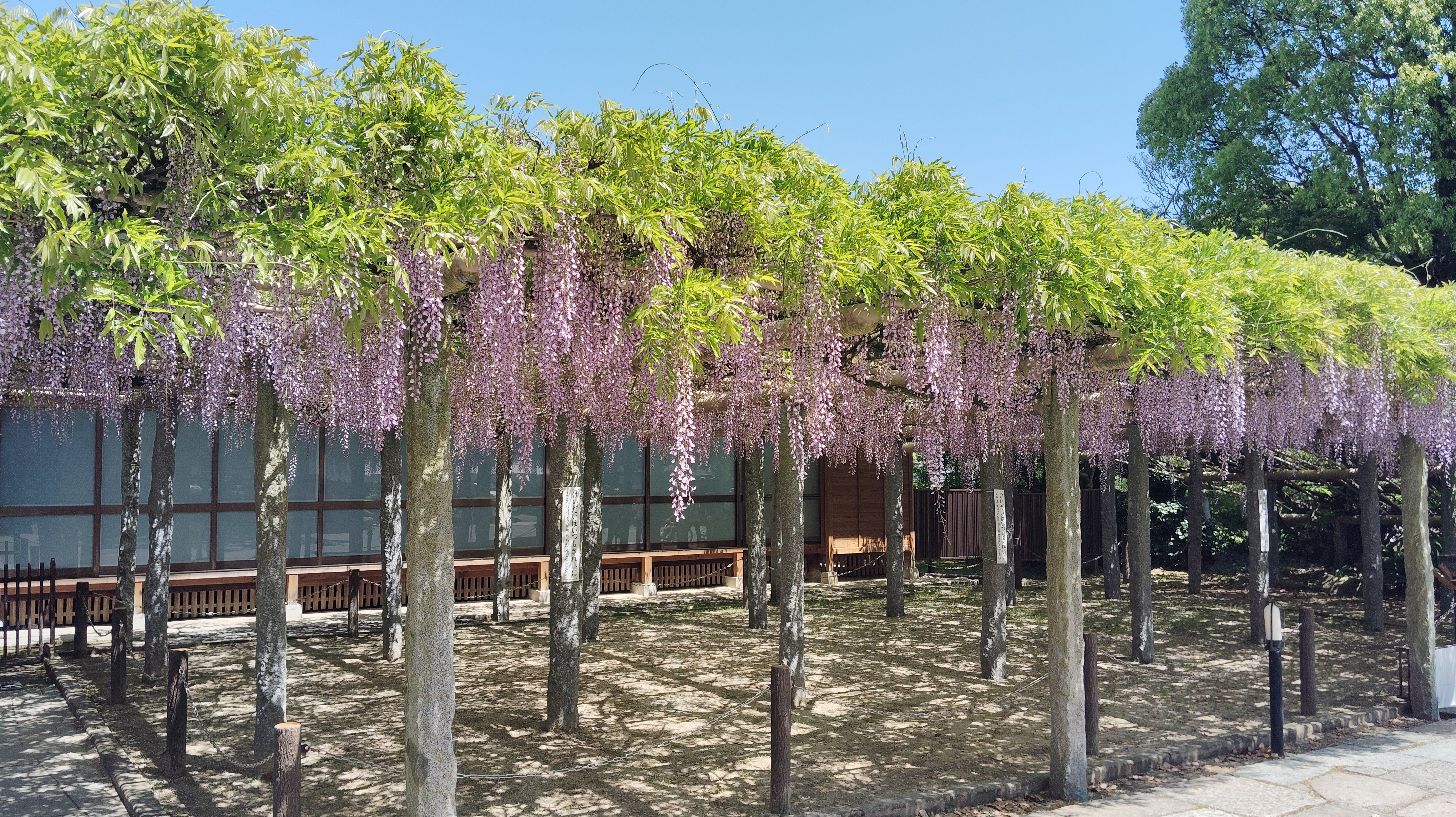
武蔵寺の藤棚

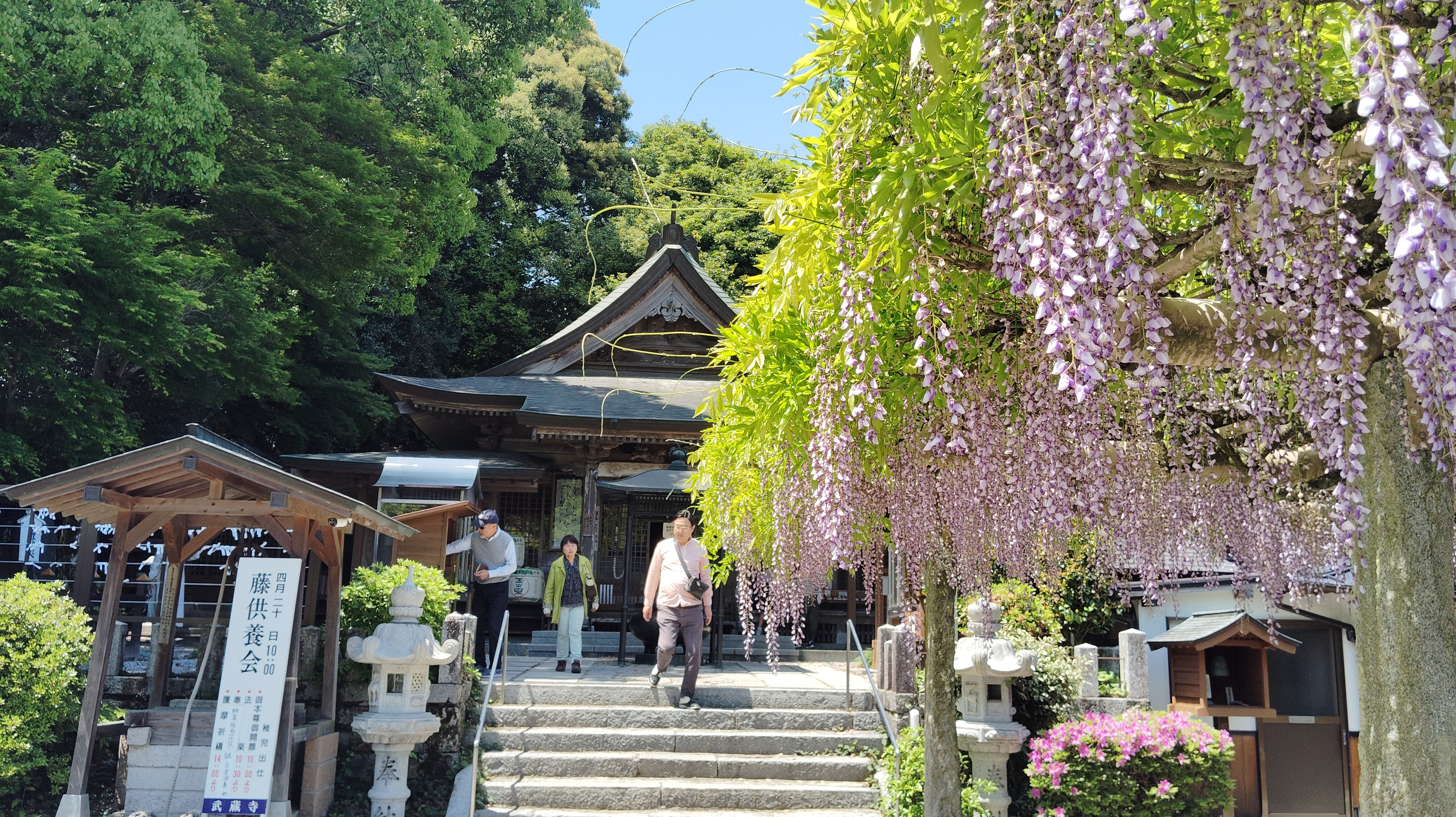
武蔵寺の藤と本堂

境内には藤の木があり、樹齢700年余といわれている。藤原氏に準えて植えたと伝えられている。また、境内には、観音堂、地蔵堂、大黒堂、伝教大師等の諸堂、石仏、五輪の塔、般若心経一時一石、観音経の経塔、板碑、大楠、心字池、茶室、鐘桜、芭蕉の句碑などもある。

## 文化財
- 武蔵寺跡（福岡県指定史跡）
- 紙本著色武蔵寺縁起（福岡県指定有形文化財）
- 古石塔（筑紫野市指定有形文化財）
- 自然石梵字板碑（筑紫野市指定有形文化財）
- 武蔵寺経塚群出土品（筑紫野市指定有形文化財）
- 木造十二神将像（筑紫野市指定有形文化財）
- 長者の藤（筑紫野市指定天然記念物）

## 行事
- 藤まつり（4月）
- 瓜封じ（7月）

## 交通アクセス
- 西鉄天神大牟田線西鉄二日市駅もしくはJR九州鹿児島本線二日市駅から西鉄バス二日市温泉方面行きに乗車し「二日市温泉」下車、徒歩12分（900m）。
- 西鉄高速バス「筑紫野バスストップ（筑紫野・二日市温泉入口）」下車、徒歩7分（600m）。
- 九州自動車道筑紫野インターチェンジから2.6㎞。

## 関連史跡
- 塔原廃寺
- 般若寺跡（太宰府市境）

## 周辺情報
- 天拝山
- 天拝山歴史自然公園
- 済生会二日市病院（武蔵寺縁起絵図・瑠璃子姫伝説のレプリカがロビーに飾られてある）